# Kantonsraad van Luzern

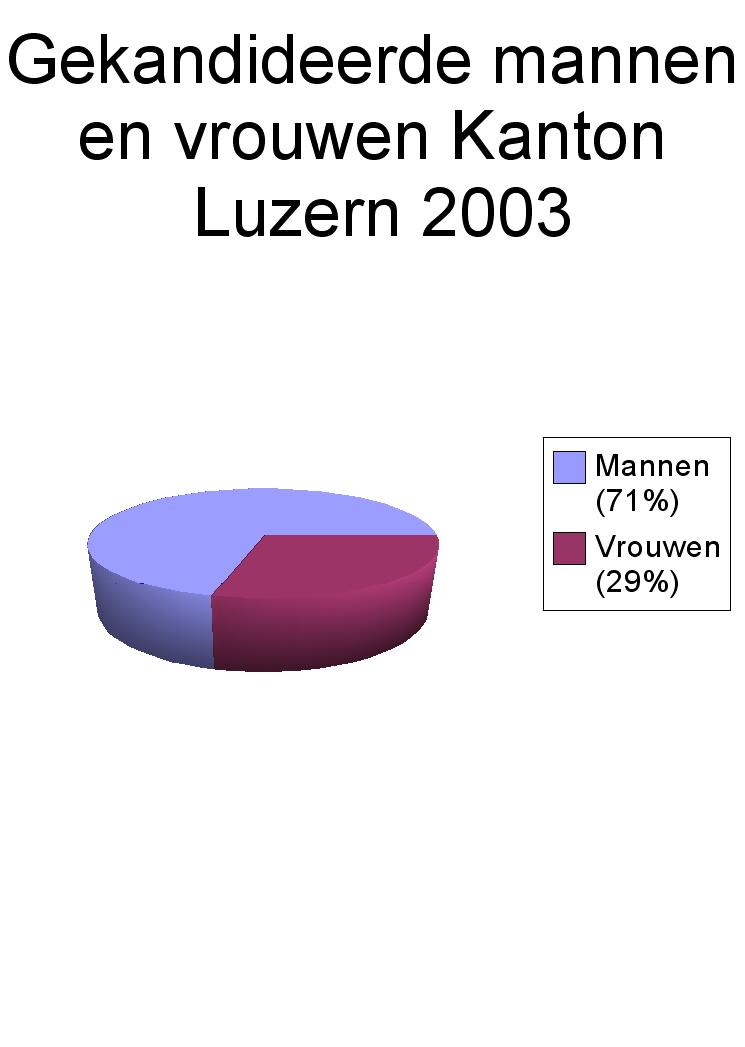

De Kantonsraad van Luzern (Duits: Kantonsrat) is het kantonsparlement van het kanton Luzern. De Kantonsraad heeft wetgevende bevoegdheden en bestaat uit 120 leden die worden gekozen voor de duur van vier jaar. De laatste verkiezingen vonden op 31 maart 2019 plaats.
Tot 2007 stond het parlement bekend als de Grote Raad van Luzern.

## Samenstelling Kantonsraad 1999 - 2019
De samenstelling van de Kantonsraad na de verkiezingen van 1999 tot en met 2019 zag er als volgt uit:
| Partij | Zetels 1999 | % 1999 | Zetels 2003 | % 2003 | Zetels 2007 | % 2007 | Zetels 2011 | % 2011 | Zetels 2015 | % 2015 | Zetels 2019 | % 2019 |
| ------ | ----------- | ------ | ----------- | ------ | ----------- | ------ | ----------- | ------ | ----------- | ------ | ----------- | ------ |
| CVP    | 48          | 39,8%  | 44          | 36,7%  | 46          | 35,0%  | 39          | 31,3%  | 38          |        | 34          | 27,51% |
| SVP    | 22          | 17,0%  | 26          | 21,7%  | 23          | 19,2%  | 28          | 22,3%  | 29          |        | 22          | 19,63% |
| FDP    | 31          | 25,7%  | 28          | 23,3%  | 29          | 24,2%  | 23          | 18,9%  | 25          |        | 22          | 19,56% |
| SP     | 12          | 9,6%   | 16          | 13,3%  | 13          | 10,8%  | 16          | 11,0%  | 16          |        | 19          | 13,84% |
| GPS    | 7           | 5,7%   | 6           | 5,0%   | 9           | 7,5%   | 9           | 8,7%   | 7           |        | 15          | 11,65% |
| GLP    | -           | -      | -           | -      | -           | -      | 6           | 5,9%   | 5           |        | 8           | 6,55%  |
| Totaal | 120         | 120    | 120         | 120    | 120         | 120    | 120         | 120    | 120         | 120    | 120         | 120    |